# Râul Iazul între Văi
Râul Iazul între Văi este un curs de apă, afluent al râului Sinești. 